# Sulussugutaasaasaq

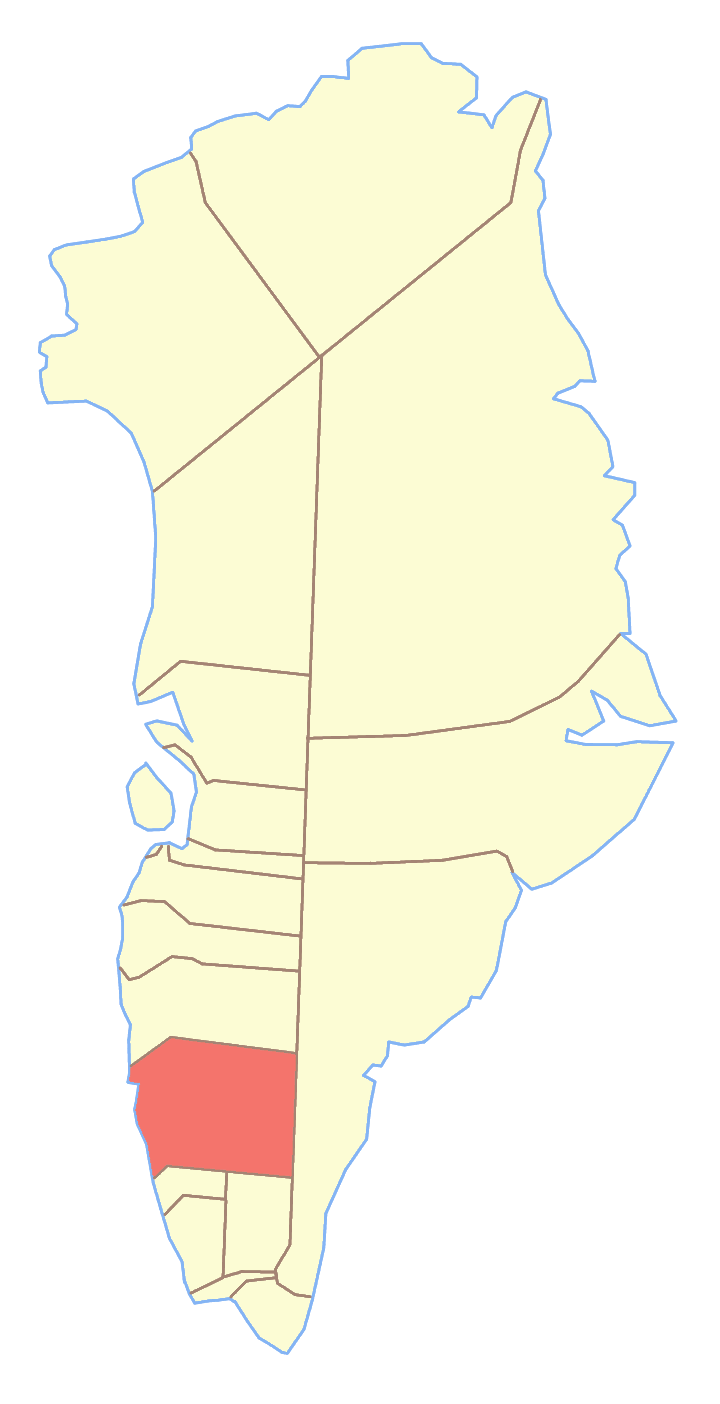
Ex comune di Nuuk, dove si trovava il Sulussugutaasaasaq

Il Sulussugutaasaasaq è una montagna della Groenlandia di 814 m. Si trova a 64°09'N 50°58'O; appartiene al comune di Sermersooq.